# 益子義弘
益子義弘（ますこ よしひろ　1940年4月3日-）は日本の建築家。元東京藝術大学教授、現在東京藝術大学名誉教授。

## 略歴
- 1940年　東京に生まれる

- 1964年　東京藝術大学美術学部建築科卒業
- 1966年　東京藝術大学美術学部修士課程修了、同大助手(吉村研究室[1])
- 1973年　MIDI総合設計研究所
- 1976年　M&N設計室設立（永田昌民と共同設立）
- 1984年　東京藝術大学助教授
- 1989年　東京藝術大学教授
- 2007年　東京藝術大学名誉教授、益子アトリエ主宰

## 主な作品
- 金山中学校
- 金山町火葬場（山形県最上郡金山町、1995年）2021年日本建築家協会JIA25年賞
- シャノアール研修センター
- 裏磐梯のホテル（ホテリ・アアルト[2]）
- 新座の家
- 明野の家
- 箱根の家
- 東玉川の家
- 三笠の山荘
- 軽井沢の山荘

## 主な著書
- 人・エスキース・作品（1981/建知出版、永田昌民と共著）
- 家ってなんだろう（2004/インデックスコミュニケーションズ）
- 湖上の家・土中の家（2006/農文協）
- 建築への思索（2007/建築資料研究社）
- 住風景を創る（2007/彰国社）
- 東京ー変わりゆく町と人の記憶（2010/秋山書店、大橋富夫・永田昌民と共著）

## 受賞
- 1986年　GID賞（仙石原の山荘）
- 1992年　OM地域建築賞（葉山の家）
- 1993年　日本太陽エネルギー学会賞（金山町立中学校）
- 1996年　日本建築学会東北建築賞入賞（金山町火葬場）
- 2007年　日本建築家協会25年賞（新座の家）
- 2011年　日本建築学会作品選奨（シャノアール研修センター）